# União São João Esporte Clube
El União São João Esporte Clube es un club de fútbol brasileño de la ciudad de Araras, en el Estado de São Paulo. Fue fundado en 1981 y juega en el Campeonato Paulista de Segunda División, la cuarta división del estado del Estado de São Paulo.

## Palmarés

### Torneos nacionales
- Serie B (Brasil) (1): 1996
- Serie C (Brasil) (1): 1988